# Gobiesox woodsi
Gobiesox woodsi är en fiskart som först beskrevs av Schultz, 1944.  Gobiesox woodsi ingår i släktet Gobiesox och familjen dubbelsugarfiskar. IUCN kategoriserar arten globalt som sårbar. Inga underarter finns listade i Catalogue of Life.